# Wolf Biermann

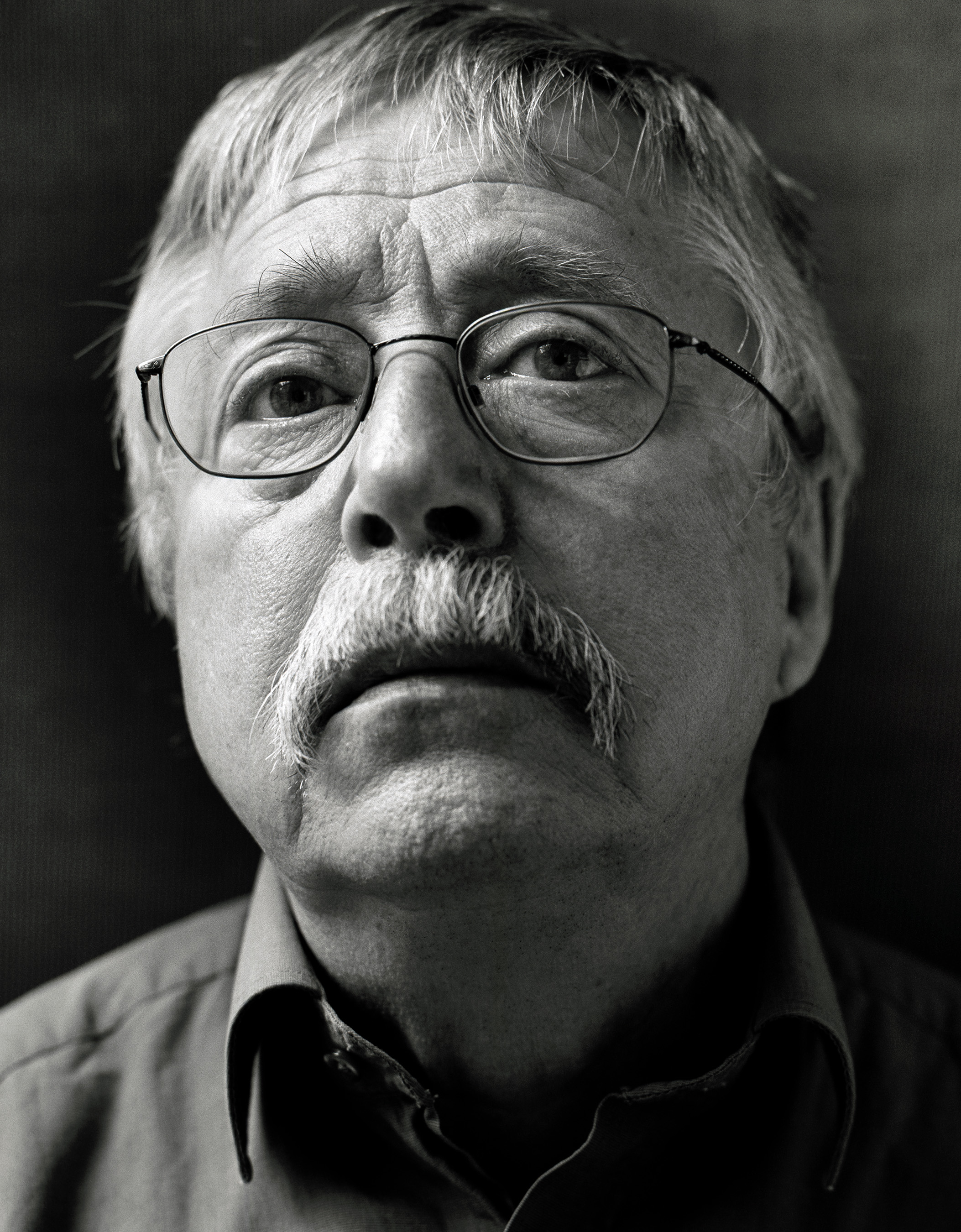
Wolf Biermann gefotografeerd door Oliver Mark (2007)

Karl Wolf Biermann (Hamburg, 15 november 1936) is een politiek dichter en zanger uit Duitsland. Biermanns werk staat in het teken van het gedeelde Duitsland en uitte fundamentele kritiek op het stalinistische regime van het voormalige Oost-Duitsland.

## Jeugd
Biermann werd geboren in de havenstad Hamburg in een communistisch havenarbeidersgezin met aan het hoofd een joodse vader. Zijn vader, Dagobert Biermann, werkte op een scheepswerf en werd verraden na sabotage van oorlogsschepen, kort na de machtsovername door de nazi's. Als verzetsman werd hij gevangengezet, eerst twee jaar in een tuchthuis in Bremen en daarna zes jaar in een Hamburgse gevangenis, en toen afgevoerd naar Auschwitz, waar hij in 1943 werd omgebracht. Wolf overleefde het Bombardement op Hamburg (40.000 doden) – codenaam Operation Gomorrha – in de zomer van 1943 doordat zijn moeder Emma met hem in een kanaal sprong toen hun stadswijk in brand stond. De Hamburgse inwoners die het overleefd hadden werden geëvacueerd naar Deggendorf aan de Donau in Beieren, waar Wolf en zijn moeder twee jaar verbleven. In 1950 was de 14-jarige Biermann als lid van de communistische jeugdorganisatie FDJ een van de vertegenwoordigers van de Bondsrepubliek op het Weltjugendtreffen in de kersverse DDR. In 1953 verhuisde de 16-jarige Biermann naar de DDR met de hulp van Margot Honecker, vrouw van de DDR-partijleider, die hij reeds uit zijn kinderjaren kende.

## Studie en theater
Biermann studeerde in Oost-Berlijn politieke economie aan de Humboldt-Universiteit maar brak die studie na twee jaar af om als regie-assistent te gaan werken bij het Berliner Ensemble. Van 1959 tot 1963 hervatte hij daar zijn studie met filosofie en wiskunde. In die tijd kwam hij in contact met componist Hanns Eisler en begon hij liederen en gedichten te schrijven. In 1963 leidde het stuk Berliner Brautgang tot het eerste conflict met de autoriteiten. Het door hem opgerichte Berliner Arbeiter- und Studententheater wilde dit stuk spelen, dat over de bouw van de Berlijnse Muur ging. Het mocht niet worden opgevoerd en het theater – een verbouwd bioscoopzaaltje – werd gesloten voordat de première kon plaatsvinden. In datzelfde jaar werd Biermann, na twee jaar kandidaat-lid, ook geweigerd als partijlid van de Sozialistische Einheitspartei Deutschlands (SED), de communistische partij van de DDR.

## Berufsverbot en Ausbürgerung
Nadat in 1965 in de Bondsrepubliek zijn gedichtenbundel Die Drahtharfe en zijn eerste langspeelplaat Wolf Biermann (Ost) zu Gast bei Wolfgang Neuss (West) waren uitgegeven, verbood de DDR-overheid Biermann om nog op te treden, te publiceren of buiten de DDR te reizen. De SED beschuldigde hem van klassenverraad en obsceniteit.
In 1965 startte de Stasi onder de codenaam "Lyriker" een van zijn uitgebreidste en meest geheime spionage-acties tegen een DDR-burger. Tot in 1989 werden 69 verzamelmappen met gegevens over Wolf Biermann gevuld. Dit materiaal werd door 197 Stasi-beambten en 213 burger-informanten bijeengebracht.
In de volgende jaren kwamen meer platen en boeken van Biermann uit in het Westen, die dan ook clandestien hun weg vonden naar Oost-Duitsland. In 1969 verscheen zijn elpee Chausseestraße 131. De muziek is met een Grundig-bandrecorder opgenomen in zijn woning in Oost-Berlijn. Op de achtergrond zijn straatgeluiden en zelfs luidsprekers van de grenspolitie aan de Berlijnse Muur te horen. De liederen op deze langspeelplaat zijn ironisch, af en toe sarcastisch, maar "leggen de vinger op de zere plek". Biermanns woning aan de Chausseestraße 131 werd in die tijd een trefpunt voor mensen uit de oppositie en critici van het regime. Hij zong ook protestliederen over andere onderwerpen. Bekend werd zijn Chile. Ballade vom Kameramann, over de staatsgreep in 1973 in Chili waarbij de middels verkiezingen aan de macht gekomen linkse partij Unidad Popular door militairen werd afgezet en zich de wrange situatie voordeed waarin de Argentijns-Zwitserse cameraman Leonardo Henrichsen zelf filmde hoe hij werd neergeschoten. 
Volgens Biermann was daarvan de les: 
"Aus Mündungen kommt die Macht ja
Und kommt aus den Mündern nicht
Genossen, das ist klar
Das ist und bleibt auch wahr
Das ist die bittere Wahrheit
Der Unidad Popular".
In september 1976 mocht Biermann na elf jaar "Berufsverbot" voor het eerst weer optreden in een kerk in het Oost-Duitse Prenzlau. Op 13 november begon hij met een concert in Keulen aan een tournee door de Bondsrepubliek, op uitnodiging van de West-Duitse metaalvakbond IG Metall. Op 16 november besloot het Politbureau van de Oost-Duitse communistische partij dat Biermanns staatsburgerschap werd afgenomen en dat hij niet meer mocht terugkeren omdat hij zich "tijdens zijn optredens in een kapitalistisch land tegen de DDR en het socialisme had gericht en aldus zijn staatsburgerlijke plichten ernstig geschaad had". Biermanns "Ausbürgerung" leidde tot protesten van West-Duitse kunstenaars en op 17 november tot een petitie van dertien leidende intellectuelen in de DDR, onder wie schrijfster Christa Wolf en auteur Stefan Heym. Het protest breidde zich uit en kreeg schriftelijke steun van vele gewone DDR-burgers en kunstenaars, van wie er velen later daarvoor werden vervolgd.
Meteen na de "verbanning" van Biermann zond de West-Duitse ARD het concert in de Keulse Sportarena opnieuw uit. Omdat de live-uitzending op 13 november was uitgezonden door de WDR, een regionaal televisiekanaal dat niet ontvangen kon worden in de DDR, konden vele DDR-burgers via het eerste West-Duitse kanaal pas voor het eerst kennismaken met Biermann en zijn liederen.

## Leven in de Bondsrepubliek

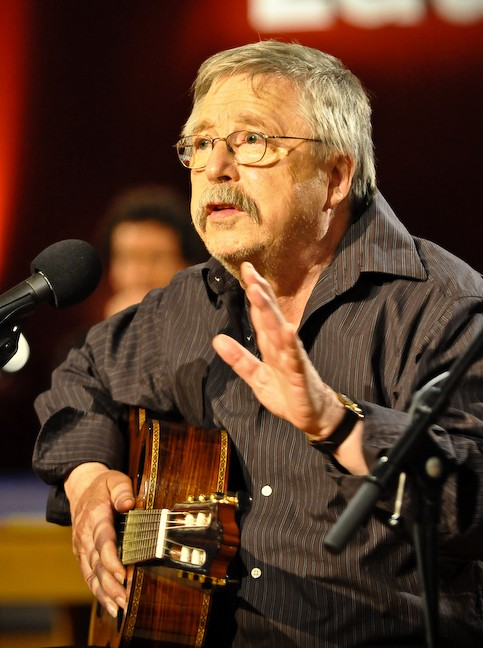
Wolf Biermann (2008)

In 1977 voegde Biermanns partner Eva-Maria Hagen zich bij hem in het Westen, met haar dochter Nina Hagen. Biermann zette zijn carrière voort met optredens (in de Bondsrepubliek en ook in Nederland) en nieuwe teksten, waarin hij de DDR op de korrel bleef nemen en tegelijk ook zijn geloof in een vorm van socialisme en communisme tegen het stalinisme uitte. Hij brak later met zijn socialistische overtuiging, terwijl er eind jaren tachtig ook een zekere actie-moeheid zichtbaar werd.
Niettemin maakte Biermann op 21 november 1981 als een van de belangrijkste optredende artiesten grote indruk op de honderdduizenden demonstranten tegen de kernwapens op het Amsterdamse Museumplein. Hij was daar uitgenodigd door het IKV, na enig tegenstribbelen van het door de CPN geleide comité Stop de Neutronenbom. In april 1982 kreeg Biermann een eenmalige inreisvergunning voor de DDR en bezocht hij in Oost-Berlijn zijn doodzieke vriend, de oorlogsverzetsman, uit de partij gezette communist en criticus van het DDR-regime Robert Havemann.
In december 1989, kort na de val van de Muur, kon Biermann weer in de DDR optreden en deed dat in een afgeladen hal in Leipzig. Hij rekende op zijn manier af met de bonzen van de DDR: Wir werden euch nicht ins Verderben stürzen - ihr seid schon verdorben genug. De DDR was verleden tijd. In 1990 werd het niettemin tijd voor een afrekening met de Staatssicherheitsdienst (Stasi): hij nam deel aan de bezetting van het Stasi-ministerie en klaagde dichter Sascha Anderson, het opperhoofd van de "alternatieven", aan als spion. Later volgden aanklachten tegen schrijver Stefan Heym en PDS-politicus Gregor Gysi. Biermann begon een stichting die mensen ondersteunde die door de Oost-Duitse staat waren beschadigd.
In de loop van de jaren negentig kreeg Biermann meer oog voor zijn joodse wortels, reisde hij regelmatig naar Israël, trad daar op en vertaalde joodse poëzie en liederen. Hij nam stellingen in met betrekking tot de eerste Golfoorlog, het NAVO-optreden in Kosovo en de oorlog in Irak, waarbij hij het "hoera-pacifisme" op de korrel nam.
Op 7 november 2014 was Biermann uitgenodigd door de voorzitter van de Duitse Bondsdag om zijn lied Ermutigung te zingen naar aanleiding van de 25ste verjaardag van de val van de Berlijnse Muur. In de zaal gezeten stelde Biermann zich voor als Drakendoder en de partij Die Linke noemde hij Drakengebroed en het ellendige overblijfsel van dat wat gelukkig overwonnen is. Volgens hem was deze partij niet links maar reactionair. Op 8 november hield Biermann ter ere van het 25-jarig Jubileum van de Muur een concert in Berlijn met het Zentralquartett.
Wolf Biermann woont en werkt tegenwoordig in Hamburg. Hij treedt samen op met zijn huidige echtgenote Pamela Rüsche, met wie hij drie kinderen heeft.

## Onderscheidingen
Biermann ontving veel prijzen voor zijn werk, zoals de Georg-Büchner-Preis in 1991, en is sinds zijn zeventigste verjaardag in 2006 drager van het Großes Bundesverdienstkreuz.
Hij werd op 26 maart 2007 ook ereburger van de stad Berlijn, maar daar moest voor "gemanoeuvreerd" worden. Het voorstel om Biermann tot 115de ereburger van Berlijn te benoemen was afkomstig van de christendemocratische, liberale en groene fracties in het Berlijnse stadsparlement: "Biermann heeft als geen ander de stad bezongen, de deling van de stad en het onrecht door de SED gehekeld." Het kostte overredingskracht om de rood-rode coalitie (van sociaaldemocraten en postcommunisten) over de streep te krijgen. Nadat bekend was geworden dat er reeds in 2003 discreet was geïnformeerd naar de kansen van Biermann bij burgemeester Wowereit (SPD), ging ook de Berlijnse SPD overstag. Als enigen onthielden zich de afgevaardigden van de PDS zich tijdens de stemming, waarna Biermann zich zeer kritisch uitliet over deze coalitie.
In november 2008 ontving hij het eredoctoraat van de Humboldt-Universiteit en werd hem ook de bul voor psychologie uitgereikt.

## Autobiografie
In oktober 2016 verscheen in Duitsland bij uitgeverij Propyläen de autobiografie van Biermann. De titel is Warte nicht auf bessre Zeiten!, tevens de titel van een van de vele liederen die Biermann in zijn periode in de DDR heeft geschreven. Bij de Walburg Pers is een Nederlandse versie uitgegeven met de titel:Wacht niet op betere tijden!.